# غلين بورغس
غلين بورغس (بالإنجليزية: Glenn Burgess)‏ هو لاعب دوري الرغبي أسترالي، ولد في 17 نوفمبر 1963 في Canterbury, New South Wales ‏ في أستراليا.